# Start-MSC2

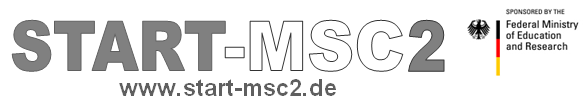
Start-MSC2 Logo

Bei Start-MSC2 handelt es sich um ein vom Bundesministerium für Bildung und Forschung mit mehreren Millionen Euro gefördertes Verbundprojekt mit dem Ziel der Standardisierung von Stammzellpräparationen, insbesondere mesenchymaler Stammzellen, für zellbasierte Therapien.
In dem Projekt, das sich mittlerweile in der zweiten Förderperiode befindet, arbeiten sechs deutschen Forschergruppen. Koordinator ist Anthony D. Ho, Ärztlicher Direktor der Abteilung für Innere Medizin V der Universitätsklinik Heidelberg.

## Projektziele
Das Forschungskonsortium sieht die Etablierung von Leitlinien für die Qualitätskontrolle von Stammzellpräparationen und besonders von den daraus abgeleiteten Zelllinien als eine notwendige Voraussetzung für eine reproduzierbare Entwicklung zellbasierter Therapien. Insbesondere bei mesenchymalen Stammzellen (MSC) variiert die Qualität der Präparation unter den verschiedenen Laboratorien erheblich. In der vergangenen Förderperiode hat das Konsortium daher optimierte Bedingungen und Standardprotokolle für MSC-Präparationen etabliert. Zudem wurden Marker für eine präzise Charakterisierung dieser Zellen identifiziert und erprobt. Der Einfluss der zellulären Seneszenz (Anzahl von Passagen bei der Vermehrung der MSC-Präparationen) auf das Differenzierungspotential wurde in vitro und in vivo eingehend untersucht. Die Forschergruppe konnte zeigen, dass die optimierten MSC in der Lage sind, in Knochen, Knorpel und Fett zu differenzieren, jedoch nicht in Leber- und Herzzellen. Stattdessen dienen sie hervorragend als Nährboden für den Erhalt von Stammzelleigenschaften anderer Progenitorzellen.
Demgegenüber ist es neuerdings durch die Entwicklung induzierter pluripotenter Stammzellen (iPS-Zellen) möglich geworden, durch die gezielte Einschleusung definierter genetischer Faktoren eine Pluripotenz zu induzieren. Vor diesem Hintergrund plant das Konsortium in der zweiten Förderperiode das Potential der Standard-MSC-Präparationen mit MSC mit induzierter Pluripotenz (iP-MSC) zu vergleichen.
Das Forschungskonsortium nennt folgende Projektziele:
1. Entwicklung von Standardprozeduren und Leitlinien für eine GMP-konforme Produktion von humanen MSC.
2. Einsatz von MSC-Präparationen unter optimierten und standardisierten Bedingungen als Surrogatnische für andere Stammzellen.
3. Einfluss der replikativen Seneszenz auf Genexpression, Adhäsionsproteine und funktionelle Eigenschaften bei MSC.
4. Aufdeckung von Differenzierungsmechanismen sowie Etablierung von Protokollen für die Induktion von Pluripotenz bei humanen MSC.

## Teilprojekte und beteiligte Wissenschaftler
Teilprojekt 1
GMP-konforme Prozessierung von MSC: Banking, weiterführende Charakterisierung, Standardisierung der Herstellung und Qualitätskontrolle
Projektleitung: Harald Klüter und Karen Bieback
Teilprojekt 2
Gen- und Proteinprofile humaner MSC-Subpopulationen
Projektleitung: Anthony D. Ho und Patrick Wuchter
Teilprojekt 3
Mechanismen der Differenzierung und Reprogrammierung von MSC
Projektleitung: Daniel Besser
Teilprojekt 4
Molekulare Differenzierungsmerkmale zur Bestimmung der Bildung von spezifischen Myokard-, Leber-, Fett- und Interstitialzellen
Projektleitung: Werner W. Franke
Teilprojekt 5
Humane mesenchymale Stammzellen (hMSC) und iP-MSCs: Entwicklungspotenziale und Epigenotyp
Projektleitung: Albrecht Müller
Teilprojekt 6
Entwicklung von Hepatozyten aus spezialisierten MSC-Subpopulationen
Projektleitung: Michael Ott